# Collectio Sanblasiana
Die Collectio Sanblasiana (auch Collectio Italica) ist eine umfangreiche Kanones-Sammlung, die wahrscheinlich in Italien (Rom?) im 6. Jahrhundert entstanden ist. Sie enthält vor allem Kanones von Synoden und Dekretalen. Die Sanblasiana ist eng verwandt mit der Collectio Colbertina und der Diessensis prima.
Der übliche Titel als Sanblasiana, Collectio Sancti Blasii oder auch „Sammlung der Handschrift von St. Blasien“ geht auf Friedrich Maassen zurück und leitet sich vom zwischenzeitlichen Aufenthaltsort der heute im Stift St. Paul im Lavanttal befindlichen Handschrift im Kloster St. Blasien her. Eckhard Wirbelauer hat 1993 die Umbenennung der Sammlung in Collectio Italica nach ihrem Entstehungsort vorgeschlagen.

## Quellen, Inhalt und Gliederung

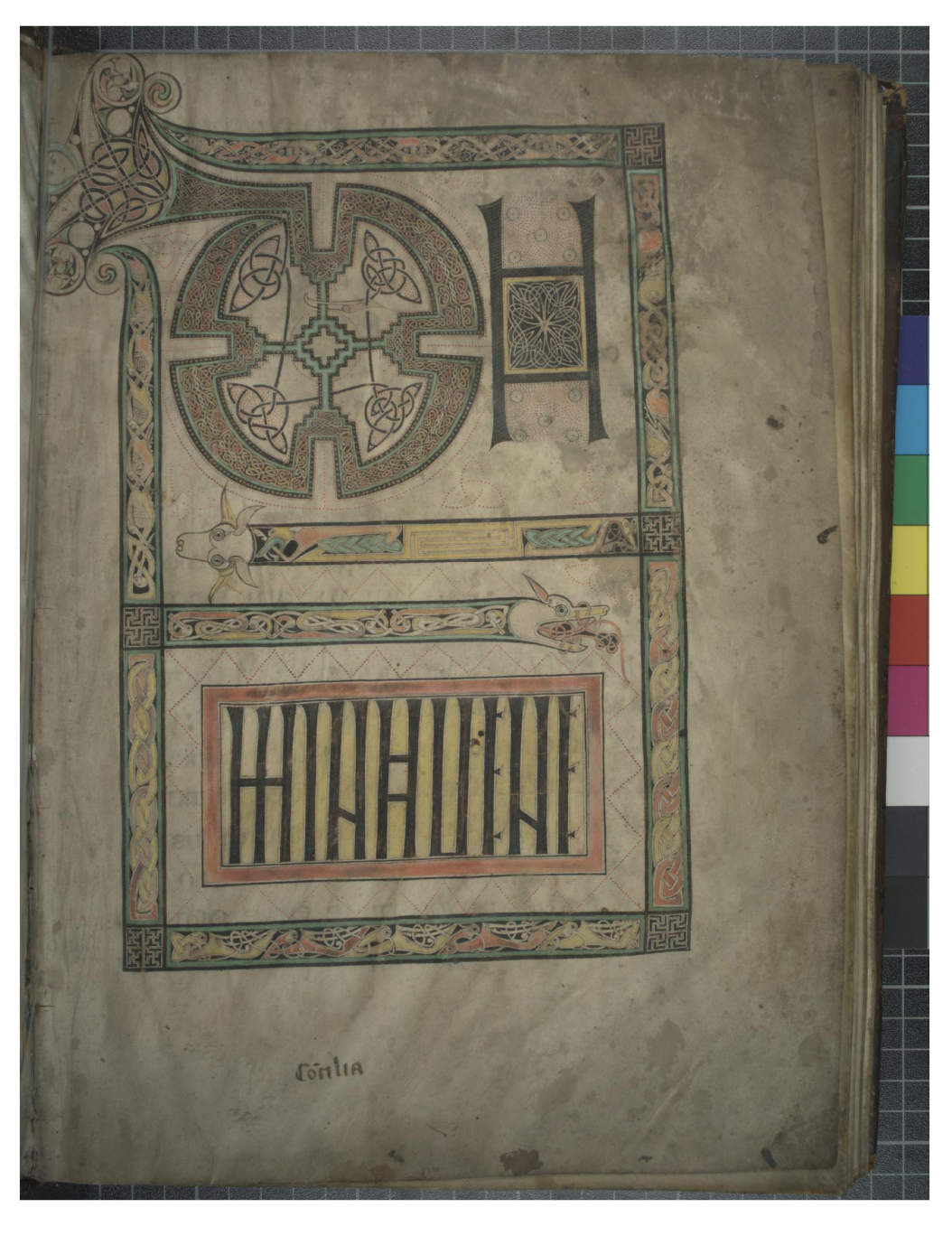
Beginn der Collectio Sanblasiana in der Handschrift Köln, Dombibliothek, Cod. 213, fol. 1r.